# Foresight (prognozowanie)
Foresight (ang. dalekowzroczność) – metodyka analizy prognoz lub hipotez na temat przyszłości w średniej i długiej perspektywie czasowej. Foresight bywa utożsamiany ze studiami nad przyszłością, odróżnia go jednak od klasycznej futurologii aplikacyjny cel i charakter badań, które mają przekładać się na konkretne działania określonych z góry podmiotów, a nie jedynie być eksploracją możliwych przyszłości.
Foresight posługuje się różnymi metodami, m.in.:
- metodą delficką,
- ekspercką dyskusją panelową,
- designem spekulatywnym[3],
- analizą scenariuszową,
- grami[4], symulacjami,
- metodami partycypacyjnymi.

Analizy foresightowe często odwołują się do interdyscyplinarnej dyskusji nad możliwymi scenariuszami przyszłości w gronie przedstawicieli decydentów (władzy publicznej), środowisk naukowych, przemysłu, mediów, organizacji pozarządowych i opinii publicznej. Celem, który przyświeca foresightowi nie jest dokładność prognozy, lecz uświadomienie perspektyw i przygotowanie do zmian oraz wskazanie potencjalnie owocnych kierunków działania.
Foresight wywodzi się z analiz systemowych prowadzonych w latach 40. XX w. w RAND Corporation na potrzeby wojskowe i nadal jest wykorzystywany w planowaniu oraz programowaniu rozwoju sił zbrojnych. Innym typowym polem zastosowania foresightu jest kształtowanie polityk rozwojowych na poziomie lokalnym, regionalnym i krajowym.
W 2009 przeprowadzono w Polsce projekt o krajowym zasięgu pn. Narodowy Program Foresight 2020, zrealizowany przez konsorcjum złożone z Instytutu Podstawowych Problemów Techniki PAN oraz Pentor Research International pod kierownictwem merytorycznym prof. Michała Kleibera. W 2019 na zamówienie Ministerstwa Inwestycji i Rozwoju konsorcjum złożone z firm 4CF, Atmoterm oraz Instytutu Sobieskiego pod kierownictwem Kacpra Nosarzewskiego opracowało scenariusze rozwoju Polski do roku 2050. W 2021 Ministerstwo Funduszy i Polityki Regionalnej rozpoczęło realizację projektu Koncepcja Rozwoju Kraju do 2050, którego rezultatem będą między innymi: wizja oraz scenariusze przyszłości Polski do 2050 r. Koncepcja jest dokumentem łączącym planowanie społeczno-gospodarcze z przestrzennym, który będzie kierunkowskazem w zarządzaniu rozwojem Polski w oparciu o analizy foresightowe, analizę trendów oraz analizy przestrzenne. Koncepcja Rozwoju Kraju do 2050 r. została przyjęta uchwałą Rady Ministrów w lipcu 2025. 
Studia wyższe, w tym podyplomowe oraz kursy o profilu foresightowym, zwłaszcza skoncentrowane na metodach scenariuszowych oferuje szereg uczelni na całym świecie, w tym Uniwersytet Oksfordzki, Uniwersytet w Houston, Uniwersytet w Turku, a w Polsce Wydział Geografii i Studiów Regionalnych Uniwersytetu Warszawskiego. W ostatnich latach foresight zaczął być popularyzowany również poza środowiskami akademickimi i instytucjami publicznymi. W latach 2024–2025 w Polsce zrealizowano otwarty kurs foresightowy w ramach projektu Foresight.Edu, prowadzonego przez studio foresightowe Busola Trends oraz Happy Futures Lab. W ramach projektu powstał podręcznik metodyczny Foresight Edu. Wprowadzenie do pracy z przyszłością, autorstwa Małgorzaty Piskórz i Michała Stokowskiego. Autorzy proponują prowadzenie procesów foresightowych w ramach dziewięcioetapowego modelu oraz przedstawiają zestaw metod i instrukcje ich wykorzystania.
Wiele organizacji powołuje grupy doradcze i komitety ds. foresightu, których zadaniem jest intepretacja sygnałów zmian, opiniowanie projektów i konfrontowanie strategii z hipotezami nt. długoterminowych zmian. Komitety takie działają m.in. w ENISA, Interpolu i Światowym Forum Ekonomicznym.
W 2020 swój pierwszy foresight strategiczny (dotyczący perspektywy średnio- i długoterminowej) opublikowała Komisja Europejska, wskazując jednocześnie, że będzie szerzej wykorzystywała to narzędzie w kształtowaniu kierunków polityk unijnych. Kolejne wydania raportu ukazały się w latach 2021, 2022 i 2023. Raporty foresightowe publikują też cyklicznie inne organizacje, m.in. NATO.
Specjalistyczne projekty foresightowe wspierają zarządzanie strategiczne przedsiębiorstw i instytucji, analizują rozwój jednej dziedziny nauki, jednego rynku lub jednej gałęzi technologii.